# Посольство России в Узбекистане
Посольство Российской Федерации в Узбекистане — дипломатическое представительство Российской Федерации в Узбекистане, расположенное в столице государства, городе Ташкенте.
Россия установила дипломатические отношения с Узбекистаном 20 марта 1992 года и в том же году открыла посольство в Ташкенте, Узбекистан. Чрезвычайным и Полномочным Послом Российской Федерации в Узбекистане является Олег Мальгинов.

## Список послов России в Узбекистане
- Филипп Филиппович Сидорский (1992—1997)
- Александр Константинович Пацев (1997—1999)
- Дмитрий Борисович Рюриков (1999—2003)
- Фарит Мубаракшевич Мухаметшин (2003—2008)
- Владимир Львович Тюрденев (2009—2021)
- Олег Сергеевич Мальгинов (2021—наст. вр.)